# 見出ゴMB31

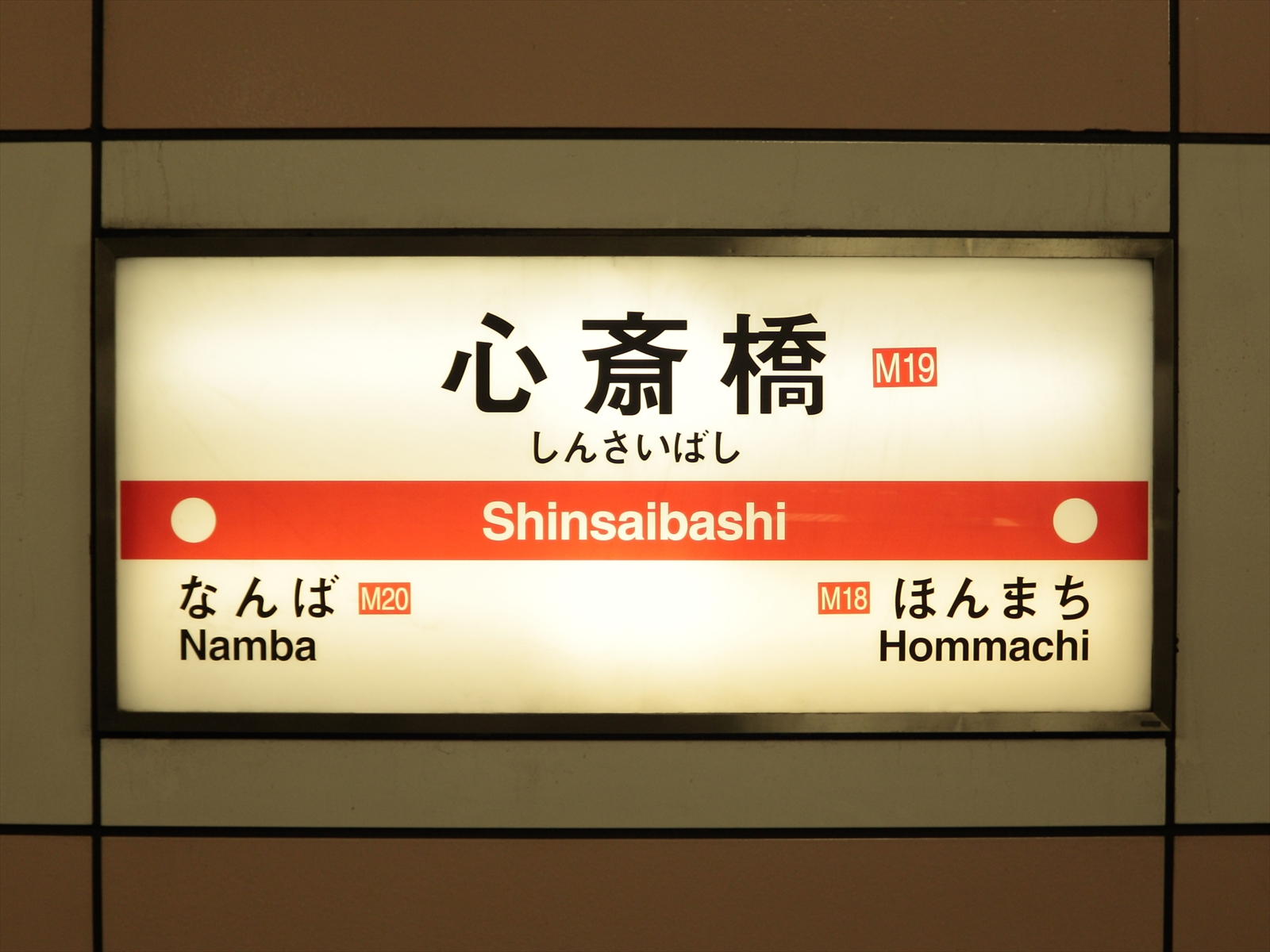
駅名標での使用例（英字はHelvetica）

見出ゴMB31（みだしゴエムビイさんじゅういち）は、モリサワが開発・販売するゴシック体およびそのフォント製品。写真植字用書体として開発された。

## 概要
日本語DTPにおけるモリサワ「基本7書体」（リュウミンL-KL、中ゴシックBBB、太ミンA101、太ゴB101、じゅん101、見出ゴMB31、見出ミンMA31）のひとつであり、グラフィックデザイン、エディトリアルデザインにおいてスタンダードなゴシック体として使用されている。
骨格は中ゴシックBBBの筆画を太くしたようなデザインとなっている。ゴシックMB101シリーズともよく似ているが、仮想ボディめいっぱいに文字が収まるように作られているMB101と比べ、文字が小ぶりに作られている。
写植時代はサインシステムや、新聞の見出しにもよく使われていたが、近年はあまり使われない。出版分野でも、近年、より親しみやすいデザインのMB101シリーズに活躍の場を譲りつつあるが、シャープな印象を与えることから、現在も広告のコピー用などに数多く採用されている。

## 備考
- かつては中ゴシックBBB同様、従属欧文にHelvetica Boldが採用されていたが、字面が和文より小さい、太さが合っていないなどの問題点があった。しかし、Opentype版では欧文が独自のものに変更されることで、これらの問題は解消された。

## 見出ゴHMB31
この書体を基盤に、1973年に発売された新聞タイトル用のハングル書体で、古典的な雰囲気の重厚さが感じられている。 1977年から1990年代まで印刷物で使用している。 崔正浩が製作した。 2016年にWebフォントにデジタル復元された。